# Michajlovka (Territorio del Litorale)
Michajlovka (in russo Михайловка?) è un villaggio dell'Estremo Oriente russo (Territorio del Litorale). È il centro amministrativo del distretto Michajlovskij.
Situato 13 km a nord della città di Ussurijsk.